# Зеленівка (Ніжинський район)
Зеле́нівка (до 1945 — історичні німецькі села Ґрос Вердер, Великий Вердер і Кляйн Вердер, Малий Вердер),  село в Україні, у Бахмацькій міській громаді Ніжинського району Чернігівської області. До 2020 входило до складу Біловежівської сільради з центром у селі Біловежі Перші. Після Другої світової заселено вихідцями з Російської Федерації.

## Географія
Зеленівка лежіть на південний схід від Бахмачу, посеред історичної місцевості Біловезькі степи.

## Історія
Село засноване в 1766 році як німецькі колонії Ґрос Вердер (нім. Gross Werder) і Кляйн Вердер (нім. Klein Werder) після ліквідації інституту Гетьманства в Україні та в порушення українсько-російських угод. Поселенці були католиками, вони прибули з Майнца, Пфальца, Вюрцбурга, Швабії та інших місць.
1859 року в німецькій колонії Великий Вердер Кальчинівської волості Борзнянського повіту Чернігівської губернії мешкала 481 особа (236 осіб чоловічої статі та 245 — жіночої), налічувалось 51 дворове господарство, існувала римо-католицька церква, відбувались 2 ярмарки на рік. У Малому Вердері мешкало 166 осіб (88 осіб чоловічої статі та 78 — жіночої), налічувався 21 двір. 
Станом на 1885 рік у колишньому колоніальному селі Великий Вердер Кальчинівської волості мешкало 630 осіб, налічувалось 63 дворових господарства, існували католицька церква, заїжджий двір і лавка, відбувались 2 ярмарки на рік.
За переписом 1897 року у Великому і Малому Вердері мешкало 1466 осіб (699 осіб чоловічої статі та 767 — жіночої), з них 1251 особа римо-католицького віросповідання.
Станом на 1901 рік у Великому і Малому Вердері мешкало 1470 осіб (703 особи чоловічої статі та 767 — жіночої).
У 1923 році була проведена територіальна реформа, за якою село Великий Вердер стало центром Грос-Вердерської сільради, до складу якої входило село Малий Вердер. Села ввійшли до Парафіївського району Конотопської  округи. Станом на 1924 рік у Великому і Малому Вердері проживало 1428 осіб, було 236 дворових господарств.
Костел Божої Матері Ружанецької у Великому Вердері, дерев’яний, на цегляному фундаменті, був збудований, скоріш за все, в 1796 році (наводяться й інші дати). У 1930 році його закрили комуністи, у 1931 році зняли хрести і дзвони та переобладнали будівлю під зерносховище. В 1934 році знесли куполи, а в будівлі розмістили клуб та кінотеатр. Саме у якості сільського клубу давній костел дожив до наших днів.
З 1923 року постійних богослужінь в костелі не було, богослужіння проводив наїздами Петро Барановський, настоятель Петропавлівського римо-католицького костелу в Ніжині, єдиний ксьондз на чотири повіти. Його звинуватили в контрреволюційній агітації, і у вересні 1929 року Петро Барановський був засуджений до 10 років позбавлення волі та відправлений у Соловецький табір. В 1937 році його справу переглянули і засудили до розстрілу.
Згідно звіту етнографа і історика В. Жирмунського 1927 року католики Біловезьких колоній майже не зберегли рідної мови і розмовляли переважно українською.    
З літа 1929 року розпочалася колективізація селянських господарств. На масові протести німецьких селян проти примусової колективізації влада відповіла репресіями. В 1929-1932 роках 5 жителів Великого і Малого Вердера були вислані в північні райони країни на 3-5 років.
Інших противників колективізації об’явили куркулями і розкуркулили. У Малому Вердері було розкуркулено 25 сімей. Куркулі третьої категорії залишилися в селі, але у них відібрали засоби виробництва, майно та худобу і виділили гірші ділянки землі за межами колгоспу. А куркулів другої категорії депортували, переважно до Казахстану, а також на Урал і в Киргизію. Прізвища депортованих частково встановлено за списками мобілізованих у Трудармію в 1942 році  та з відомостей про політичні репресії 1937-1938 років на нових місцях проживання . Всього знайдено 18 членів родин, середня чисельність німецької родини складала 6 осіб, тож кількість депортованих приблизно дорівнювала 100-110 осіб, дані орієнтовні.
Організований спротив німецьких селян примусовій організації колгоспів був подоланий остаточно в результаті Голодомору 1932-1933 років. Села Великий і Малий Вердер постраждали найбільше в порівнянні з іншими німецькими поселеннями. Існує «Доповідна записка уповноваженого Дмитрівського райкому КП(б)У П. Данильця про відмову селян с. Вердер здавати зерно в посівфонд та розшук прихованого зерна» від 7 березня 1932 р.. Села були занесені на «чорну дошку», що тягло за собою заборону на пересування та зовнішню військову блокаду сіл, припинення будь-яких харчових поставок, необмежений терор з боку «активістів хлібозаготівель». 
Уродженець села Малий Вердер Яків Райт так писав про ті події: Під час голоду я ходив у поле збирати виволочений пирій при посіві озимих, вибивав від землі і в`язочку приносив додому. Мили в двох водах, висушували на сонці, товкли в ступі і просіювали через сито. Це борошно за смаком солодке. Його змішували із шматочками крохмалю, який робили з перезимувавшої у землі картоплі. Крохмаль мав темний колір, тому здавалося, що «лєпєшки» були з родзинками. Їли кішок, собак, щурів, ховрахів, мертвих тварин. В усіх сім`ях (крім розкуркулених) з осені 1932 року були корови, але були такі сім’ї, що, піддавшись паніці, різали корів. І це був вірний шлях до смерті в першу чергу їх дітей, а інколи і всієї сім`ї. Хто корову зберіг, мав щоденно 6 літрів молока, а це вже порятунок від голодної смерті.   
Від голоду померло 256 осіб, з них 60 дітей, що склало близько 20% від загального числа жителів. Особливо постраждали сім’ї розкуркулених, які не мали корів, деякі родини вимерли повністю. В 2007 році у Зеленівці встановлено пам’ятний знак Жертвам Голодомору.
Після створення в 1932 році Чернігівської області села ввійшли до складу Дмитрівського району.
Під час сталінських репресій 1937-1938 років були засуджені до розстрілу 20 жителів, серед яких 4 чоловіки з роду Вотчалів. Ще двоє отримали 10 років концтаборів, один з них Вотчал.
Наприкінці серпня 1941 року вийшло розпорядження більшовицької влади про депортацію німців у східні райони країни. Але Чернігівський відділ НКВС не встиг виконати це розпорядження, оскільки 9 вересня Чернігів був захоплений німцями. Німецькі війська захопили села Великий і Малий Вердер 14 вересня 1941 року.
Під час окупації жителі німецьких сіл підпорядковувалися Роменському ортскоменданту і бургомістру Роменського гебіту. Селяни добилися відновлення індивідуальних селянських господарств, хоча окупаційна влада наполягала на створенні сільської общини на зразок колгоспу.
З серпня 1943 року почалася широкомасштабна евакуація етнічних німців з території Рейхскомісаріату Україна до Німеччини. З наближенням фронту у кінці серпня – на початку вересня 1943 року частина жителів Великого і Малого Вердера разом з німцями з лютеранських сіл (Білі Вежі № 2, Городок, Кальчинівка, Рундевізія) попрямували своїм ходом на підводах на захід. Відомості про їх кількість різняться. В «Энциклопедии немцев России» пишуть про незначну кількість евакуйованих католиків, а в іншій публікації стверджується, що евакуювалось 60% жителів. 
У березні 1944 року біженці були розміщені в районі Вартегау в Західній Польщі, а в січні 1945 року втекли далі на захід. В окупованій Німеччині частина жителів Великого і Малого Вердера була виявлена розшуковими командами НКВС, інших жителів видали НКВС в американській і англійській зонах окупації. Вони були депортовані переважно в Кіровську та Вологодську області, а решті вдалося втекти.
Села Великий і Малий Вердер попередні окупанти відвоювали 13 вересня 1943 року - бійці 2-ї гвардійської повітряно-десантної дивізії 18-го гвардійського стрілецького корпусу 60-ї армії.
Після реокупації сіл частину жителів, яких передові загони НКВС підозрювали в лояльності до окупаційної влади, депортували до Казахстану та в Сибір.
В Червону армію німців не брали, всі чоловіки Великого і Малого Вердера у квітні-травні 1944 року були мобілізовані Дмитрівським РВК Чернігівської області в Трудармію. В списках трудармійців ВТТ «Бакалстрой-Челябметаллургстрой» знайдено 61 прізвище мобілізованих. Двоє з них загинули в таборі. Найбільш поширені прізвища: Вотчал (12), Брунер (9), Рон (9), Реріх (8), Імгрунт (7). Демобілізували їх в 1946-1947 роках, але додому вони не повернулися, їх відправили на спецпоселення (Киштим, БУ 859, 880, Біломор-Канал та ін.). А сім’ї демобілізованих трудармійців (батьків, дружин, дітей) в 1946 році депортували з Великого і Малого Вердера в спецпоселення Кіровської області, республіки Комі та до Сибіру.
У червні 1945 року село Вердер (Грос Вердер) переіменували в Зеленівку, село Кляйн Вердер у Малозеленівку, а Гросвердерська сільрада стала називатися Зеленівською. Пізніше Зеленівку і Малозеленівку об’єднали в одне село Зеленівка.
Залишені німецькими господарями будинки були організовано заселені вихідцями з Росії та Білорусії. З кожної сім'ї нових переселенців вимагали 1500 рублів за право вселитися в будинок. 
З 1989 року мав місце масовий виїзд німців з Росії та Казахстану на історичну батьківщину. Постраждалим від репресій надавалася допомога за спеціальними програмами. З 1990-х років у Зеленівку спорадично приїжджають німці, щоб побачити землю предків. Крім костелу в селі зберігся будинок школи, збудованої німцями в 1907 році, там знаходилася неповна середня школа (у 2016 році закрита). Права німців Чернігівщини не відшкодовано.
12 червня 2020 року, відповідно до розпорядження Кабінету Міністрів України № 730-р «Про визначення адміністративних центрів та затвердження територій територіальних громад Чернігівської області», увійшло до складу Бахмацької міської громади.
19 липня 2020 року, в результаті адміністративно-територіальної реформи та ліквідації Бахмацького району, село увійшло до складу Ніжинського району Чернігівської області.

## Пам'ятки
- Дерев'яний костел Божої матері Ружанецької 1771 року, архітектура якого поєднує українські православні та німецькі католицькі стилістичні риси.